# 3132 Landgraf
3132 Landgraf este un asteroid din centura principală, descoperit pe 29 noiembrie 1940 de Liisi Oterma.